# Krzywiń (stacja kolejowa)
Krzywiń – dawna wąskotorowa stacja kolejowa w Czerwonej Wsi, na wąskotorowej linii kolejowej Rakoniewice Wąskotorowe – Krzywiń, w gminie Krzywiń, w powiecie kościańskim, w województwie wielkopolskim, w Polsce.

## Galeria

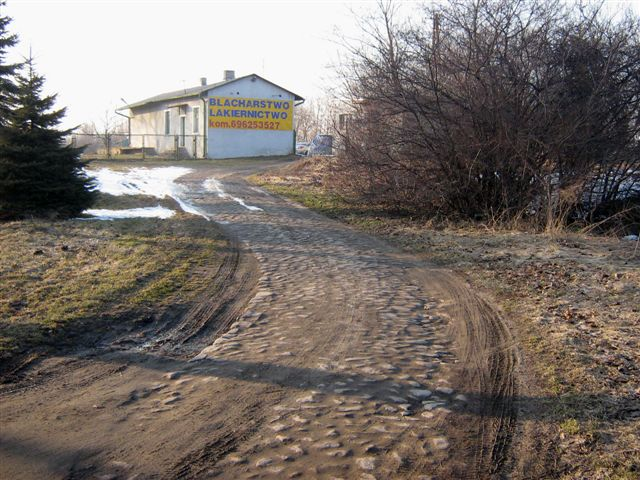
Brukowany podjazd do budynku stacyjnego w Krzywiniu
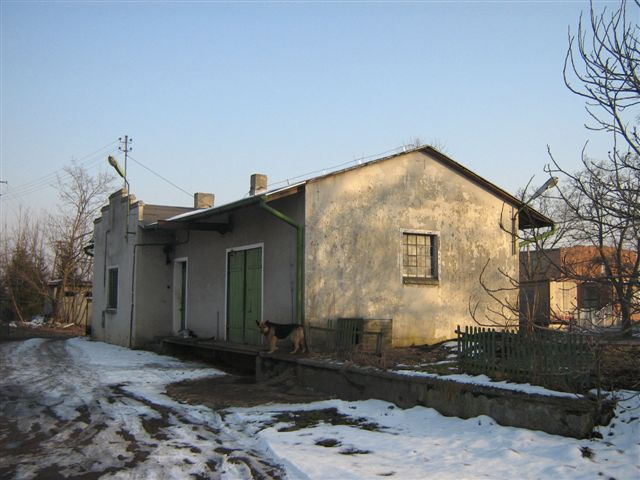
Budynek stacyjny w Krzywiniu
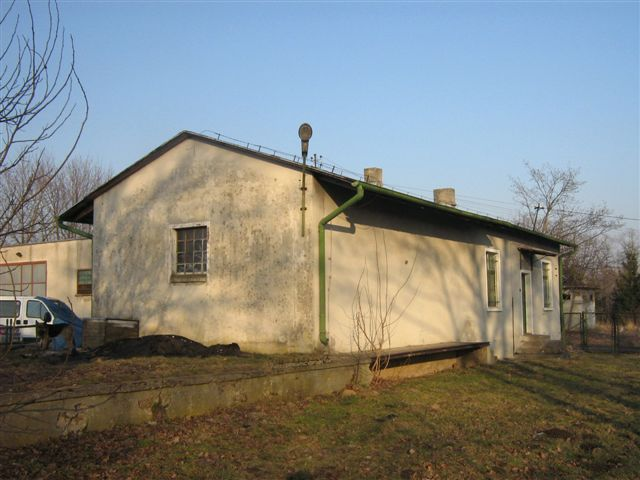
Budynek stacyjny w Krzywiniu
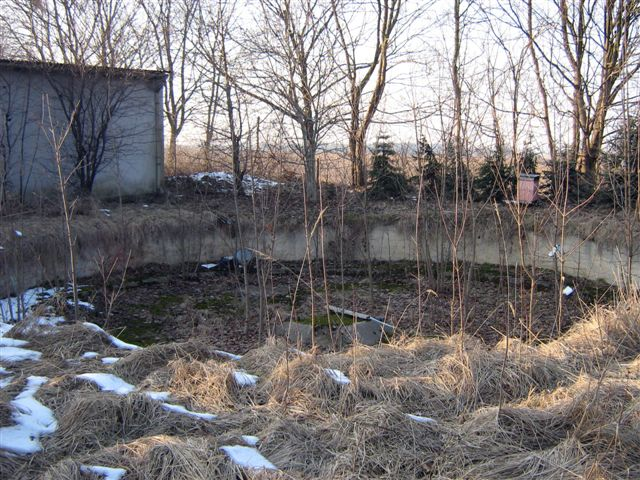
Dół po obrotnicy w Krzywiniu
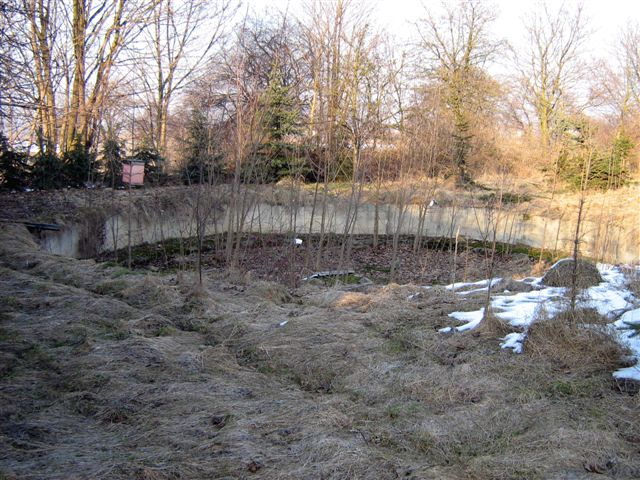
Dół po obrotnicy w Krzywiniu
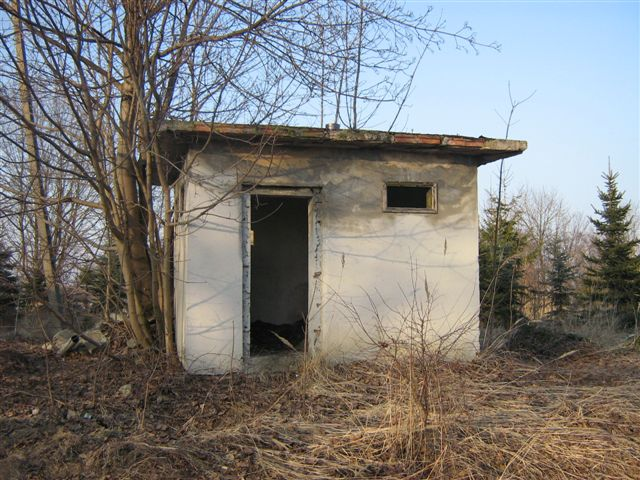
Toaleta stacyjna w Krzywiniu